# Sables de Tchara
Les sables de Tchara (en russe : Чарские пески), appelés aussi désert de Tchara, sont un désert de dunes situé dans le raïon du Kalar, en Transbaïkalie, en Sibérie, Russie.
Ce désert se trouve près de la ville de Tchara, de la rivière Tchara et du massif de Kodar. Il mesure environ 10 km de long pour 4 kilomètres de large et possède des dunes de 30 mètres de haut ainsi que des oasis.
Depuis la création du parc national de Kodar en 2018, ces sables en font partie.

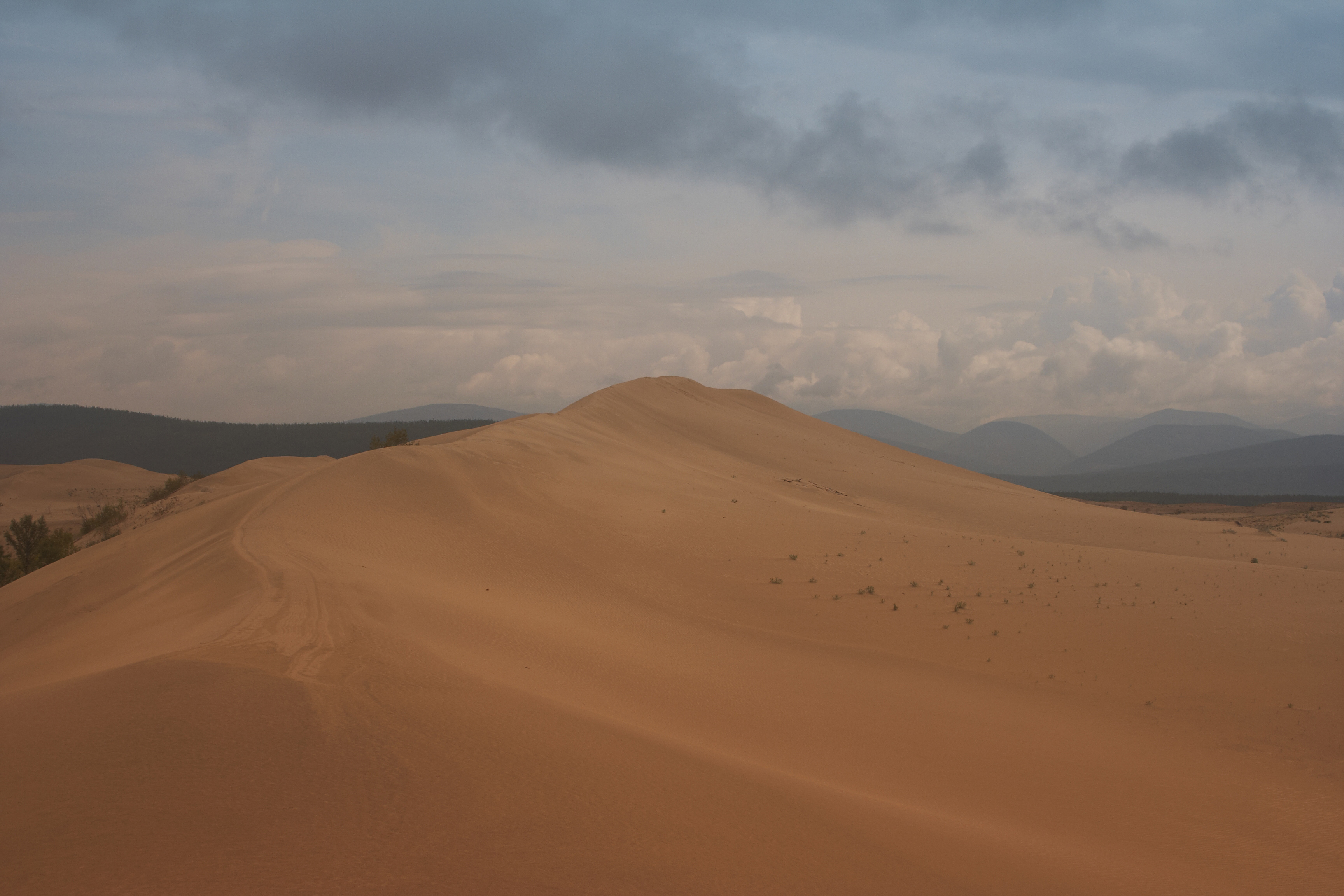
Dunes en août 2014.